# Pavona bipartita

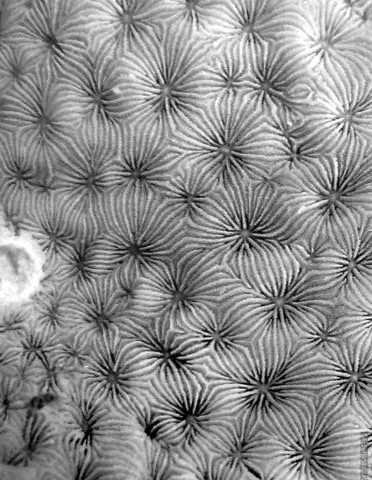
Coralitos unidos por los septo-costae en el corallum de Pavona bipartita

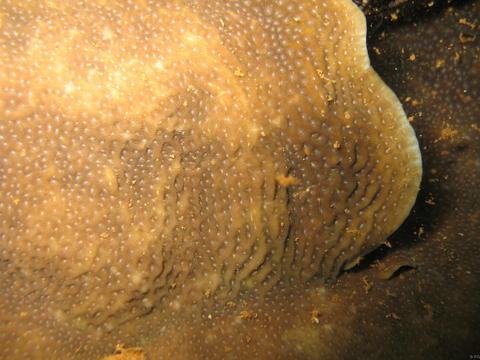
Pavona bipartita, colonia in situ, Nueva Caledonia.

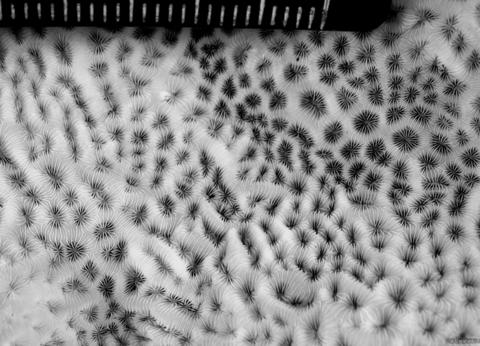
Disposición y tamaño de coralitos de la colonia.

Pavona bipartita es una especie de coral de la familia Agariciidae, y pertenece al grupo de los corales duros, orden Scleractinia.
Es un coral hermatípico, por lo que, tras la muerte del coral, su esqueleto contribuye a la generación de nuevos arrecifes en la naturaleza.

## Morfología
Colonias con morfología submasiva o incrustante, de forma aplanada. Los coralitos tienen muros pobremente definidos, y están uniformemente distribuidos sobre la superficie de la colonia, pero las colinas son característicamente desiguales en altura y pueden formar crestas elevadas suavemente, de varios centímetros de largo. Tienen columela pequeña. Están interconectados por septocostae prominentes, dispuestos en dos órdenes alternos. 
Los pólipos se expanden solo por la noche. De color marrón uniforme, bien pálido u oscuro. 
Las colonias alcanzan un metro de diámetro.

## Hábitat y distribución
Es una especie no común. Habita en laderas y muros verticales del arrecife, entre los 3 y 20 m de profundidad.
Su distribución geográfica comprende las aguas tropicales del océano Indo-Pacífico, desde África oriental, incluido el mar Rojo, hasta el Pacífico central. Es especie nativa de Arabia Saudí, Australia, Camboya, Comoros, islas Cook, Egipto, Eritrea, Filipinas, Fiyi, India, Indonesia, Israel, Japón, Jordania, Kiribati, Madagascar, Malasia, islas Marianas del Norte, isla Mauricio, Mayotte, Micronesia, Mozambique, Niue, Nueva Caledonia, Palaos, Papúa Nueva Guinea, Polinesia, Reunión, Samoa, islas Salomón, Seychelles, Singapur, Sudán, Taiwán, Tailandia, Tokelau, Tonga, Tuvalu, Vanuatu, Vietnam, Wallis y Futuna, Yemen y Yibuti.

## Alimentación
Los pólipos contienen algas simbióticas; mutualistas, ambos organismos se benefician de la relación, llamadas zooxantelas. Las algas realizan la fotosíntesis produciendo oxígeno y azúcares, que son aprovechados por los pólipos, y se alimentan de los catabolitos del coral, especialmente fósforo y nitrógeno. Esto les proporciona del 70 al 95% de sus necesidades alimenticias. El resto lo obtienen atrapando plancton y materia disuelta en la columna de agua.
En este último caso, el género tiene especies con una enorme capacidad autotrófica, esto es, que tienen la habilidad de captar simples sustancias inorgánicas, como por ejemplo el dióxido de carbono, y transformarlas en sustancias orgánicas para su nutrición.

## Reproducción
Las colonias producen esperma y huevos que se fertilizan en el agua. Las larvas deambulan por la columna de agua hasta que se posan y fijan en el lecho marino, una vez allí se convierten en pólipos y comienzan a secretar carbonato cálcico para construir su esqueleto, o coralito. Posteriormente, se reproducen asexualmente por gemación, dando origen a otros ejemplares, y conformando así la colonia.

## Conservación
Aunque no hay información específica sobre la población de esta especie, la reducción general de los sistemas arrecifales y su sensibilidad al blanqueo coralino, producido, tanto por el cambio climático, como por la creciente contaminación de los océanos, sitúa a esta especie en el criterio de vulnerable. Dado el que, en un periodo de 3 generaciones, o 30 años, las poblaciones se han reducido.
Las medidas recomendadas por la Unión Internacional para la Conservación de la Naturaleza para la preservación de la especie, incluyen las investigaciones sobre su taxonomía, población, tendencias, ecología, estado de sus hábitats, resiliencia a las amenazas, establecimiento y gestión de áreas protegidas, y repoblación artificial.